# Arrobe
O arrobe (também grafado arroube, arrobo, arroubo e uvada) é uma espécie de xarope, doce ou geleia que é obtido através da concentração ao lume do mosto da uva até ficar reduzido ao terço do seu volume inicial. Historicamente, também lhe podia ser adicionado, em partes iguais, várias frutas da época cozidas, como figos, maçãs, peras, pêssegos, melão, etc.
Trata-se de um produto tradicional da região de Lisboa e Vale do Tejo. 

## Etimologia
O substantivo «arrobe», bem como as suas variantes gráficas, provém do étimo árabe ar-rub, que significa «sumo de fruta» ou xarope.

## Usos
Serve para se beber nesse estado, para temperar outros vinhos ou até para barrar no pão, como presigo ou conduto.
A concentração do mosto de uva, antes do fabrico caseiro, faz-se hoje em regime industrial (em aparelhos apropriados, pela ação direta do fogo, pelo frio ou até por vácuo) como forma de escoamento de produções vitícolas. O arrobe usa-se como alimento (substitui o açúcar corrente), na confeção de bebidas e refrigerantes e na correção de mostos.

## História
Historicamente, o arrobe era um doce feito, por volta das vindimas, e que ao longo do ano servia de conduto ou presigo, para barrar no pão, numa região que tinha poucas tradições de consumo de mel ou manteiga e era, sobretudo, produtora de vinho e fruta.
Crê-se que este doce seja bastante antigo, remontando ao período histórico em que o açúcar ainda era escasso em Portugal.
Durante a 2.ª Guerra Mundial, o arrobe ainda gozava de significativa popularidade entre os lisboetas e estremenhos que habitavam na região saloia e nas suas cercanias.

## Noções essenciais de confeção
Sendo certo que as receitas variam de concelho para concelho, as noções mais consensuais da confeção do arrobe passam por pôr o primeiro mosto ao lume, juntamente com as frutas da época cortadas aos pedaços, se for o caso, mexendo-se continuamente, até formar uma pasta grossa. A grossura da pasta averigua-se quando esta atinge o ponto de estrada, como o açúcar, isto é, arrastando-se uma colher de pau no fundo do recipiente onde se ferve, por molde a formar-se como que um rasto ou uma estrada no fundo do recipiente.